# مجتبی کرمیان
مجتبی کرمیان (زادهٔ ‎۲۲ اسفند ۱۳۶۷) بازیکن هندبال اهل ایران است. وی سابقه عضویت در تیم‌های مس کرمان، ثامن‌الحجج مشهد، زاگرس اسلام‌آباد غرب و نیروی زمینی شهید شاملی کازرون را در کارنامه دارد.